# 山際弘文
山際 弘文（、1900年3月5日 - 1947年11月19日）は、日本の実業家。ヤマギワ（現・YAMAGIWA）の創業者。

## 略年譜
- 1900年（明治33年）
  - 03月05日 - 山際四郎の長男として 新潟県中蒲原郡茨曽根村東萱場（現在の新潟市南区東萱場）で生まれる。
- 1947年（昭和22年）
  - 11月19日 - 逝去

## 家族・親族

### 山際家
- 妻：山際 滿壽（）[1]

- 子供
  - 長男：山際 俊夫（、1931年7月26日 - 1973年4月16日）[1]
ヤマギワ二代目社長で、のちに会長。
  - 長女：山際 ふみ枝（）[1]
  - 次女：山際 澄子（）[1]
  - 三女：山際 みつ子（）[1]

### 石丸家
- 義甥：石丸 鶴雄（、1911年8月1日 - 2004年3月30日）[1]
妻である滿壽の甥で、山際電気商会（ヤマギワ）では番頭として勤務。
第二次世界大戦中に退職し独立、石丸電気を創業。石丸電気の創業後も、ヤマギワでは相談役として就任していた。

- 義甥：石丸 章三（）[1]
妻である滿壽の甥で、鶴雄の弟。兄の鶴雄と共に、石丸電気を創業。

### 小長谷家
- 婿：小長谷 兵五（）[1]
ヤマギワ三代目社長。長女・ふみ枝の夫。